# Тікамацу Мондзаемон

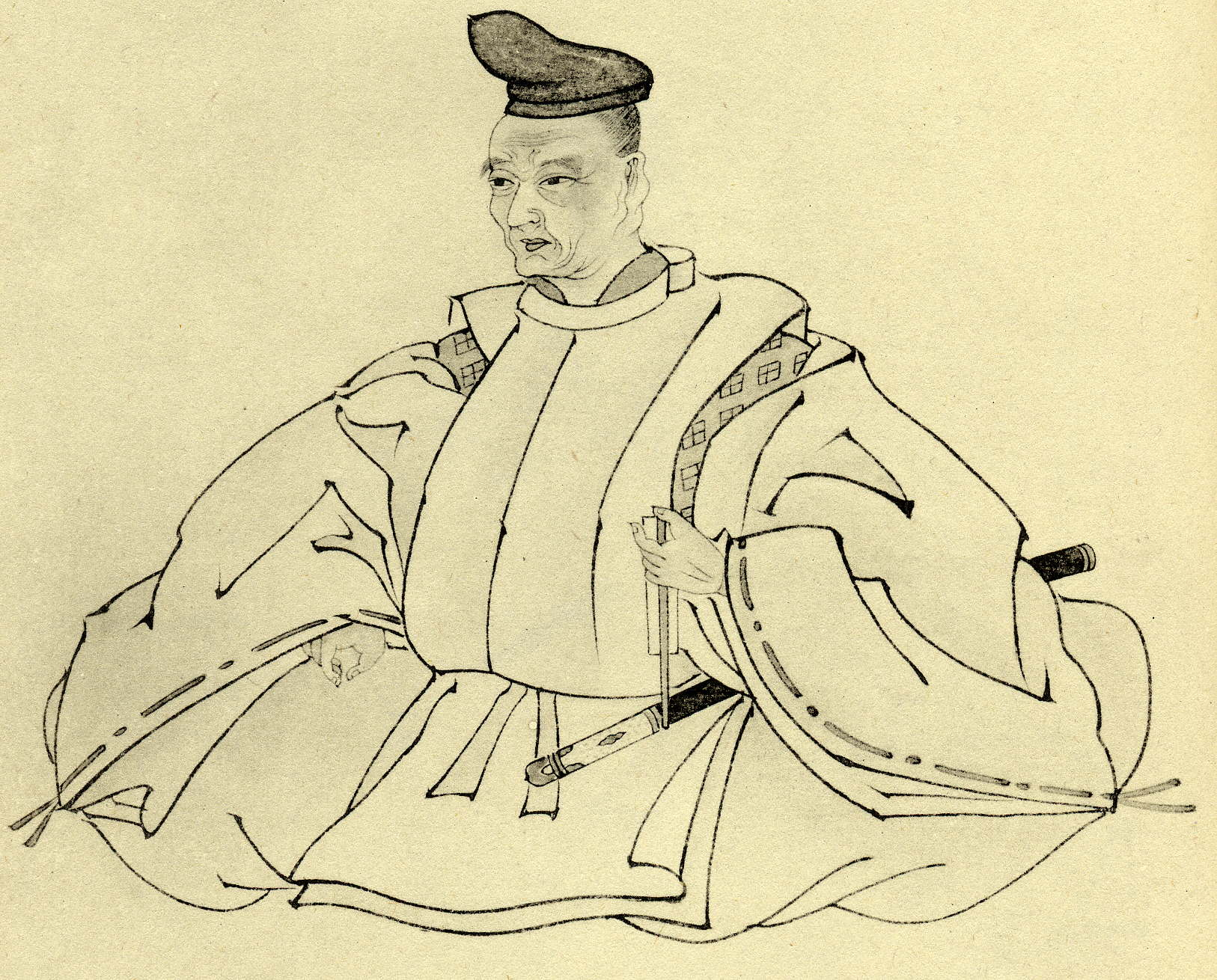
Тікамацу Мондзаемон

Тікамацу Мондзаемон (яп. 近松門左衛門, ちかまつもんざえもん; 1653—1724) — японський драматург театру кабукі і лялькового театру нінґьо-дзьорурі періоду Едо. Справжнє ім'я — Суґіморі Нобуморі (杉森信盛). Псевдонім — Сорінсі (巣林子).

## Короткі відомості
Тікамацу Мондзаемон народився 1653 року в провінції Етідзен у самурайській родині. Після втрати батьком посади, переїхав до столиці Кіото. Впродовж 20 років Тікамацу писав п'єси для столичного театру кабукі і його директора Сакати Тодзіро. Виконання цих п'єс, спричинило бум кабукі в Центральній Японії і прославило драматурга. 1705 року Тікамацу переїхав до Осаки, де розпочав співпрацю із ляльковим театром нінґьо-дзьорурі під керівництвом Такемото Даю. Обидва сприяли росту популярності цього мистецтва по всій країні.
За своє життя Тікамацу написав близько 20 п'єс для кабукі і понад 100 для театру ляльок дзьорурі. Характерною рисою його творів були увага до сучасних подій, акцент на протиріччі чеснот обов'язку і людяності. Тікамацу був першим драматургом, який вніс елементи психологічної драми в ляльковий театр.
Серед відомих творів Тікамацу виділяють «Битви Коксінґи» (1715), «Самогубство закоханих в Сонедзакі» (1720), «Самогубство закоханих на острові Амі» (1721), «Олійне пекло» (1721) тощо.